# Vaux-Montreuil
Vaux-Montreuil ist eine französische Gemeinde mit 108 Einwohnern (Stand: 1. Januar 2022) im Département Ardennes in der Region Grand Est (vor 2016 Champagne-Ardenne). Sie gehört zum Arrondissement Rethel, zum Kanton Signy-l’Abbaye sowie zum Gemeindeverband Crêtes Préardennaises.

## Geographie
Die Gemeinde Vaux-Montreuil liegt 16 Kilometer nordöstlich von Rethel. Umgeben wird Vaux-Montreuil von den Nachbargemeinden Hagnicourt im Nordosten, Wignicourt im Osten, Chesnois-Auboncourt im Südosten, Saulces-Monclin im Südwesten, Puiseux im Westen sowie Villers-le-Tourneur im Nordwesten,.

## Bevölkerungsentwicklung
| Jahr                       | 1962 | 1968 | 1975 | 1982 | 1990 | 1999 | 2004 | 2009 | 2019 |
| Einwohner                  | 134  | 101  | 98   | 88   | 79   | 102  | 102  | 107  | 108  |
| Quellen: Cassini und INSEE |      |      |      |      |      |      |      |      |      |

## Sehenswürdigkeiten
- Kirche Saint-Pierre-Saint-Sébastien

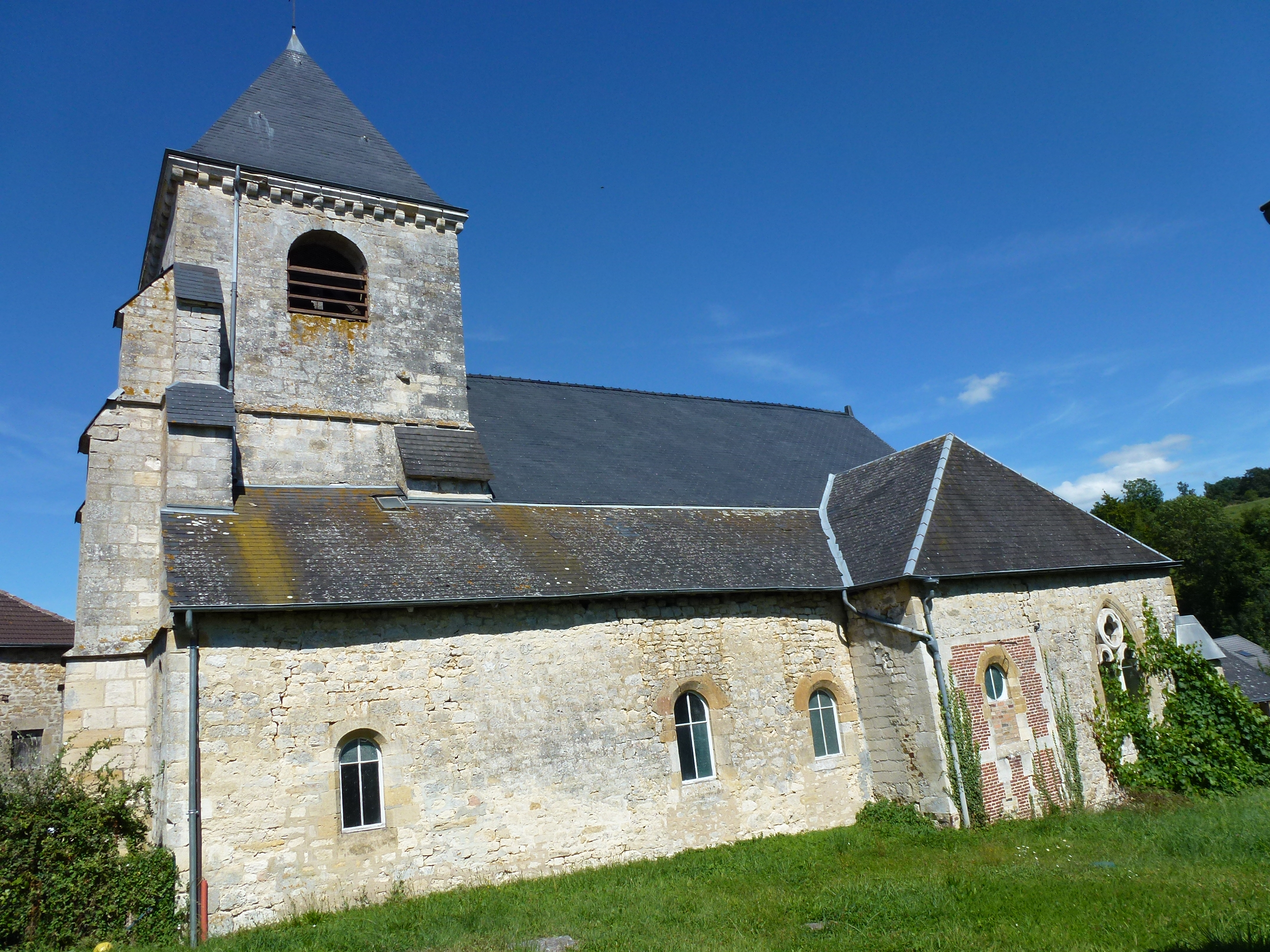
Kirche Saint-Pierre-Saint-Sébastien